# Namibische Leichtathletik-Meisterschaften 2021
Die Namibischen Leichtathletikmeisterschaften 2021 (englisch Namibia National Track & Field Championships 2021) fanden am 17. und 18. April 2021 im Independence Stadium in der namibischen Hauptstadt Windhoek statt. Sie wurden vom Dachverband Athletics Namibia organisiert.
Die Wettbewerbe für Straßenläufe und Crosslauf werden separat ausgetragen und sind nicht Teil der Leichtathletikmeisterschaften.

## Medaillengewinner

### Männer
| Disziplin                 | Gold                                                                | Leistung     | Silber                                                                  | Leistung     | Bronze                                                                                  | Leistung     |
| ------------------------- | ------------------------------------------------------------------- | ------------ | ----------------------------------------------------------------------- | ------------ | --------------------------------------------------------------------------------------- | ------------ |
| 100 m (Wind: −2,7)        | Ernst Narib (Nampol AC)                                             | 10,73 s      | Even Tjiuju (Namibia Correctional Service)                              | 10,84 s      | Elvis Gaseb (Namib Lions AC)                                                            | 10,89 s      |
| 200 m (Wind: +3.0)        | Ernst Narib (Nampol AC)                                             | 20,99 s      | Mahmad Bock (Universität von Namibia)                                   | 21,37 s      | Elvis Gaseb (Namib Lions AC)                                                            | 21,45 s      |
| 400 m                     | Mahmad Bock (Universität von Namibia)                               | 47,48 s      | Ivan Geldenhuys (Quinton-Steele Botes AC)                               | 47,72 s      | Andre Retief (Quinton-Steele Botes AC)                                                  | 48,54 s      |
| 800 m                     | Vaino Ashuulu (Universität von Namibia)                             | 1:52,10 min  | David Dam (Omaruru AC)                                                  | 1:52,19 min  | Arno Angula (Cheetah AC)                                                                | 1:54,02 min  |
| 1500 m                    | David Dam (Omaruru AC)                                              | 3:58,63 min  | Thomas Shighwedha (Namibian Correctional Service)                       | 4:02,15 min  | Tangeni Sakaria (Namibian Correctional Service)                                         | 4:04,09 min  |
| 5000 m                    | Daniel Paulus (Namibian Correctional Service)                       | 14:24,88 min | Thomas Shighwedha (Namibian Correctional Service)                       | 14:29,39 min | Hangula Wilhelm (Namibian Defence Force)                                                | 15:10,41 min |
| 110 m Hürden (Wind: +1,2) | Heino Keister (Tsaraxa Aibes AC)                                    | 16,52 s      | Valentino Vlees (Rehoboth AC)                                           | 18,04 s      | Johan Steyn (Quinton-Steele Botes AC)                                                   | 18,55 s      |
| 400 m Hürden              | Ivan Geldenhuys (Quinton-Steele Botes AC)                           | 53,49 s      | Andre Retief (Quinton-Steele Botes AC)                                  | 53,65 s      | Leander Louw (Triomf AC)                                                                | 57,45 s      |
| 4 × 100 m Staffel         | Team NamibiaHatago Murere Sandro Diergaardt Mahmad Bock Even Tjiuju | 41,15 s      | Team NamibiaSidney Kamuaruuma Till Helmke ? Onesmus Nekundi Elvis Gaseb | 42,34 s      | Golden Cheetahs ACSherman du Plessis Jurgen Basson Anthony Vries Tjimatjitjitua Kuhanga | 43,79 s      |
| Hochsprung                | Anana Emmanuel Samuntu (Universität von Namibia)                    | 1,95 m       | Wencuslaus Klaasman (Nampol AC)                                         | 1,95 m       | Heino Keister (Tsaraxa Aibes AC)                                                        | 1,90 m       |
| Weitsprung                | Sandro Diergaardt (Napol AC)                                        | 7,63 m       | Aston Muksiilongo (Quinton-Steele Botes AC)                             | 6,65 m       | Terence Beukes (Omaruru AC)                                                             | 6,61 m       |
| Dreisprung                | David Afrikaner (Quinton-Steele Botes AC)                           | 14,05 m      | Don Andreas (Rehoboth AC)                                               | 14,00 m      | Alex Baz Grugeiras (Rehoboth AC)                                                        | 13,82 m      |
| Kugelstoßen               | Andre Brand (Quinton-Steele Botes AC)                               | 11,31 m      | Ludwig Huber (Quinton-Steele Botes AC)                                  | 11,08 m      | William van Wyk (Quinton-Steele Botes AC)                                               | 11,00 m      |
| Diskuswurf                | Andre Brand (Quinton-Steele Botes AC)                               | 39,59 m      | Petri Bruwer (Windhoek Gymnasium)                                       | 38,30 m      | Ludwig Huber (Quinton-Steele Botes AC)                                                  | 37,75 m      |
| Speerwurf                 | Jasper Engelbrecht (Quinton-Steele Botes AC)                        | 59,20 m      | Ludwig Huber (Quinton-Steele Botes AC)                                  | 59,09 m      | Dirk Theunissen (Windhoek Gymnasium)                                                    | 49,86 m      |

### Frauen
| Disziplin                 | Gold                                                                         | Leistung     | Silber                                                                                   | Leistung     | Bronze                                                                                  | Leistung     |
| ------------------------- | ---------------------------------------------------------------------------- | ------------ | ---------------------------------------------------------------------------------------- | ------------ | --------------------------------------------------------------------------------------- | ------------ |
| 100 m (Wind: −0,2)        | Jolene Jacobs (Windhoek Gymnasium)                                           | 11,85 s      | Anne Rautenbach (Quinton-Steele Botes AC)                                                | 12,05 s      | Ndawana Haitembu (Universität von Namibia)                                              | 12,39 s      |
| 200 m (Wind: +2,7)        | Beatrice Masilingi (Quinton-Steele Botes AC)                                 | 22,38 s      | Jolene Jacobs (Windhoek Gymnasium)                                                       | 23,58 s      | Anne Rautenbach (Quinton-Steele Botes AC)                                               | 23,64 s      |
| 400 m                     | Christine Mboma (Quinton-Steele Botes AC)                                    | 49,22 s      | Beatrice Masilingi (Quinton-Steele Botes AC)                                             | 50,05 s      | Nandi Vass (Universität von Namibia)                                                    | 58,19 s      |
| 800 m                     | Christine Mboma (Quinton-Steele Botes AC)                                    | 2:11,96 min  | Salmi Nduviteko (Nampol AC)                                                              | 2:15,33 min  | Angala Tuuliki (Cheetah AC)                                                             | 2:24,73 min  |
| 1500 m                    | Salmi Nduviteko (Nampol AC)                                                  | 4:51,87 min  | Saara Shikongo (Kakadhinwa AC)                                                           | 4:54,40 min  | Indileni Mweshamenkange (Namibia Correctional Service)                                  | 5:02,33 min  |
| 5000 m                    | Saara Shikongo (Kakadhinwa AC)                                               | 18:54,88 min | Ndakulilwa Nghishoongele (Kakadhinwa AC)                                                 | 19:05,17 min | Victoria Kaliteka (Namibia Correctional Service)                                        | 20:06,90 min |
| 100 m Hürden (Wind: +1,1) | Carien oosthuizen (Quinton-Steele Botes AC)                                  | 15,07 s      | Chrislene Klein-Nienaber (Swakop Striders)                                               | 16,46 s      | Xu Huber (Quinton-Steele Botes AC)                                                      | 21,56 s      |
| 400 m Hürden              | Alessandra Kaura (Triomf Athletics Club)                                     | 1:06,31 min  | Linda Iita (Universität von Namibia)                                                     | 1:18,94 min  | –                                                                                       | –            |
| 4 × 100 m Staffel         | Team NamibiaAnne Rautenbach Christine Mboma Beatrice Masilingi Jolene Jacobs | 44,78 s      | Universität von NamibiaNdawana Haitembu Nandi Vass Mbaandja Humavindu Hanganeni Fikunawa | 48,15 s      | Universität von NamibiaJohanna Ludgerus Carien Oosthuizen Cornelia Goreses Jade Nangula | 49,68 s      |
| Hochsprung                | Chrislene Klein-Nienaber (Swakop Striders)                                   | 1,60 m       | Meriam Menin (Universität von Namibia)                                                   | 1,45 m       | Carla Schulz (Athletics Development Club)                                               | 1,45 m       |
| Weitsprung                | Ashanty Swartz (Capricorn AC)                                                | 5,46 m       | Christine Mbomba (Quinton-Steele Botes AC)                                               | 5,45 m       | Frieda Iithete (Universität von Namibia)                                                | 5,41 m       |
| Dreisprung                | Frieda Iithete (Universität von Namibia)                                     | 11,95 m      | Ashanty Swartz (Capricorn AC)                                                            | 11,40 m      | –                                                                                       | –            |
| Kugelstoßen               | Tuane Silver (Windhoek Gymnasium)                                            | 12,96 m      | Crisleda Jenkens (Quinton-Steele Botes AC)                                               | 10,78 m      | Edelle van Zyl (Windhoek Gymnasium)                                                     | 9,63 m       |
| Diskuswurf                | Tuane Silver (Windhoek Gymnasium)                                            | 40,40 m      | Crisleda Jenkens (Quinton-Steele Botes AC)                                               | 38,98 m      | Bre-Anne Jenkens (Quinton-Steele Botes AC)                                              | 31,91 m      |
| Speerwurf                 | Jorinda Fourie (Swakop Striders)                                             | 39,70 m      | Jene Hattingh (Windhoek Gymnasium)                                                       | 36,96 m      | Edelle van Zyl (Windhoek Gymnasium)                                                     | 34,66 m      |